# Stichting Philadelphia Zorg
Stichting Philadelphia Zorg is een christelijke landelijke organisatie voor mensen met een verstandelijke beperking.

## Geschiedenis
In 1956 werd de Oudervereniging Philadelphia opgericht door ouders die voor hun verstandelijk beperkte kind een kleinschalige woonvoorziening wensten en meer betrokken wilden zijn bij de zorg voor hun kind, dan in de toen gangbare grote zwakzinnigeninternaten mogelijk was. Philadelphia richtte in 1961 de Stichting tot Beheer van Protestants Christelijke tehuizen tot Opvoeding en Verzorging van afwijkende kinderen op, die de daaropvolgende decennia een groot aantal gezinsvervangende tehuizen, dagverblijven en kleinschalige instellingen stichtte. Man van het eerste uur was Johannes Jacobus (Joop) Dondorp (1906-1996).
In de jaren 90 werd de organisatorische band tussen de Oudervereniging Philadelphia (later gewijzigd in  Philadelphia Support en nog weer later in Sien) enerzijds en de Stichting Philadelphia Voorzieningen (later gewijzigd in Stichting Philadelphia Zorg) anderzijds, verbroken.

## Zorgaanbod
De geboden zorg varieert van enkele uren begeleiding per week tot dagelijkse intensieve zorg, van logeeropvang tot dagbesteding en begeleide werkvormen. Het netwerk van de Stichting Philadelphia Zorg omvat enkele dochterstichtingen, verenigingen en aangesloten stichtingen.
De stichting richtte zich oorspronkelijk op mensen met verstandelijke of meervoudige beperkingen. In de loop der jaren heeft Philadelphia zich proberen te ontwikkelen tot een organisatie die ook mensen met andere beperkingen en zorgvragen kon helpen. De stichting ontplooide initiatieven voor ouderen en voor mensen met een lichamelijke of zintuiglijke beperking. Na een crisis in oktober 2008 deelde het nieuwe bestuur mee, dat de stichting zich weer toe zou leggen op de zorg voor mensen met een verstandelijke beperking.

## Organisatiestructuur en financiën
Stichting Philadelphia Zorg bestaat uit meer dan 600 locaties, verdeeld in 3 clusters over 8 regio's. Bij Philadelphia werken ongeveer 7.500 medewerkers voor ruim 8.600 cliënten in de verstandelijke gehandicaptenzorg. Het hoofdkantoor is in de zomer van 2013 verplaatst van Nunspeet naar Amersfoort.
De SP maakte in november 2008 op basis van eigen onderzoek bekend dat 4 van de 10 instellingen in de gehandicaptenzorg hun bestuurders belonen met salarissen boven de Balkenendenorm. Philadelphia Zorg stond met 4 bestuurders, die samen 896.094 euro verdienden, hoog genoteerd in dit rapport.
In april 2008 is Philadelphia, ondanks kritiek van de participatiecommissie, de vakbonden, de Nederlandse Zorgautoriteit en de Tweede Kamer, maar met goedkeuring van de Nma gefuseerd met de Evean Groep tot Espria, waarvan ook corporatie Woonzorg Nederland deel uitmaakt via een personele unie: de besturen van Espria en Woonzorg Nederland bestaan uit dezelfde personen. Daardoor ontstond een woon-zorgaanbieder met 37.000 medewerkers over meer dan 1.000 zorglocaties met 400.000 cliënten (huishoudens) en een totale omzet van meer dan 1,3 miljard euro. Frits Brink werd hierbij benoemd tot tweede-vicevoorzitter van de raad van bestuur. Een meerderheid in de Tweede Kamer sprak zich uit tegen een verdergaande bestuurlijke fusie tussen Espria en Woonzorg Nederland, waarna minister Vogelaar op 27 juni 2008 deze fusie verbood. Na de hieronder beschreven crisis werd in 2009 besloten Philadelphia weer los te maken uit Espria.

## Financiële en bestuurlijke crisis
In augustus 2008 bleek Philadelphia in grote financiële problemen geraakt te zijn: het tekort (inclusief de reserveringen voor een sociaal plan) was in december 2008 ongeveer 23 miljoen euro op een totale omzet van ongeveer 300 miljoen euro (2006). Het eigen vermogen van Philadelphia was fors geslonken. De Raad van Bestuur en de Raad van Commissarissen traden terug als reactie op de kritiek die Philadelphia hierdoor kreeg. Het College Sanering Zorginstellingen (CSZ) heeft in zijn onderzoek geconstateerd dat de problemen bij Philadelphia waren veroorzaakt doordat de bestuurders hun eigenlijke taken hebben verwaarloosd en zich met de verkeerde zaken hebben bezig gehouden. De 'verkeerde zaken' betroffen de aan- en verkoop van onroerend goed, Philadelphia wilde onder andere zorghotels bouwen waarvoor de organisaties grote panden als kastelen had aangekocht. In het rapport van het CSZ werd daarvoor de term bestuurlijke obesitas gebruikt, om daarmee aan te geven dat hoeveelheid en grootte van de porties belangrijker zijn dan inhoud of smaak. De crisis bij Philadelphia viel samen met de kredietcrisis, die maakte dat het onroerend goed moeilijker te verkopen was.
Philadelphia kwam door al deze gebeurtenissen op negatieve wijze in de publiciteit.

## Na de crisis
Over 2009 werd een winst gemaakt van 8,3 miljoen euro. De overhead werd gesaneerd en de bestuursstructuur werd vereenvoudigd. Hierna werd de raad van bestuur verkleind en de nieuwe voorzitter werd Greet Prins die de fusie met Espria annuleerde en bezuinigingen doorvoerde.